# Rec*rep
rec*rep（レクリプ）は男性3人によって構成される日本の電子音響バンド。

## 概要・来歴
メンバーは有馬純寿、前林明次、ヲノサトルの3人。1992年に同メンバーによって結成され、Macintosh SE/30などの小型コンピュータをステージ上で即興演奏するパフォーマンスを行った。1998年以降は活動を停止していたが、2006年に再結成し、現在はtryoutと呼ばれる "打ち合わせなしの完全即興セッション" ライブを不定期で行っている。